# Heinrich von Pitreich
Heinrich von Pitreich (ur. 10 listopada 1841 w Lublanie, zm. 13 stycznia 1920 w Wiedniu) – oficer Armii Austro-Węgier w stopniu feldzeugmeistra, minister wojny Austro-Węgier w latach 1902-1906.

## Życiorys
W 1859 roku ukończył akademię wojskową i otrzymał stopień podporucznika (niem. Leutnant). Do 1866 roku służył w 6. Batalionie Inżynieryjnym, kiedy to został przeniesiony do Sztabu Generalnego. W 1879 roku został przydzielony do biura operacyjnego Sztabu Generalnego. Na tym stanowisku dwukrotnie awansował, na majora w 1878 roku i na podpułkownika w 1882 roku. Od 1883 roku piastował funkcję szefa Departamentu V Ministerstwa Wojny, odpowiedzialnego za mobilizację. W 1890 roku został szefem biura Ministra Wojny, a w 1895 roku, w stopniu marszałka polnego porucznika (niem. Feldmarschalleutnant), objął dowodzenie nad 24. Dywizją Piechoty. Rok później otrzymał nominację na zastępcę szefa Sztabu Generalnego. W 1902 roku został ministrem wojny Austro-Węgier, a w 1904 roku awansowany na stopień generała artylerii (niem. Feldzeugmeister). W okresie piastowania przez niego stanowiska ministra przeprowadzono reorganizację artylerii, utworzono między innymi jednostki artylerii Landwehry. Wprowadzono wówczas w Cesarsko-Królewskiej Armii karabiny maszynowe. Jako minister wojny odpowiadał również za gruntowną reformę wojskowego kodeksu karnego. Usiłował również zreformować przepisy mobilizacyjne z 1868 roku jednak działania te zakończyły się porażką ze względu na silny opór parlamentu węgierskiego. Pitreich gotowy był pójść na ustępstwa wobec Węgrów, aby umożliwić realizację reformy. Doprowadziło to do konfliktu z następcą tronu arcyksięciem Franciszkiem Ferdynandem. Arcyksiąże uniemożliwił Pitreichowi objęcie stanowiska szefa Sztabu Generalnego w 1906 roku i doprowadził do przejścia ministra w stan spoczynku. Zamiast niego szefem Sztabu został Franz Conrad von Hötzendorf. W 1909 roku, już na emeryturze, został nobilitowany przez cesarza Franciszka Józefa. Od 1903 roku był honorowym szefem 63. Pułku Piechoty.

## Odznaczenia
Odznaczenia von Pitreicha to między innymi:
- Krzyż Wielki Orderu Leopolda
- Kawaler Orderu Korony Żelaznej II klasy
- Kawaler Orderu Leopolda
- Medal Wojenny
- Medal Jubileuszowy Pamiątkowy dla Sił Zbrojnych i Żandarmerii
- Odznaka za Służbę Wojskową II klasy
- Wielki Oficer Orderu Zasługi Wojskowej (Toskania)
- Order Świętej Anny I klasy (Imperium Rosyjskie)
- Order Orła Czerwonego I klasy (Prusy)
- Order Królewski Korony I klasy (Prusy)
- Krzyż Wielki Orderu Korony Rumunii (Rumunia)
- Wielki Oficer Orderu Gwiazdy Rumunii (Rumunia)
- Wielki Oficer Orderu Korony Włoch (Włochy)
- Krzyż Wielki Orderu Zbawiciela (Grecja)
- Komandor Legii Honorowej (Francja)
- Komandor I Stopnia Orderu Danebroga (Dania)
- Komandor Orderu Miecza (Szwecja)